# Japanese Gum
Japanese Gum è un duo genovese di musica elettronica/ psichedelica composto da Paolo Tortora e Davide Cedolin. Nel corso degli anni la band si è avvalsa delle collaborazioni di vari artisti, ed inteso il progetto come un collettivo aperto a nucleo fisso. Il sound della band è un variegato pattern di generi e stili, che spaziano dal Krautrock all'Ambient, dallo Shoegaze al Dub.

## Storia
Il gruppo, composto originariamente da Paolo Tortora, Davide Cedolin e Luigi Bozzo reduci dall'esperienza post-rock dei Gloaming Ending Party, si è formato nell'aprile del 2005 a Genova. La prima esibizione dal vivo avviene nella sua città natale all'Illegal Arts del 2005.
Nel gennaio 2007 viene pubblicato il primo EP Talking Silently, dall'etichetta genovese Marsiglia Records.
Nel novembre 2008 viene reso disponibile in download digitale gratuito l'EP Without You I'm Napping.
Ad inizio 2009, tramite l'etichetta Chew-Z, viene pubblicato Lost in Weirdness, una raccolta composta da cinque remix tratti dal primo EP Talking Silently e realizzati da Die Stadt Der Romantisch Punks, Arbdesastr, Grausamerg Eisenberg, Isan e Eniac; una versione alternativa di And Talk Silently e quattro tracce inedite.
Nel settembre 2009 viene pubblicato Hey Folks! Nevermind! We Are All Falling Down! dall'etichetta giapponese Friend of Mine Records.
Dall'estate del 2010 Giovanni Stimamiglio si unisce al gruppo come batterista e percussionista.
A settembre 2010 viene pubblicato l'EP End of Summer in edizione limitata a duecento copie in formato CDr e gratuitamente in musica digitale. L'EP viene supportato da un tour europeo intrapreso in Slovenia, Repubblica Ceca, Slovacchia, Germania, Norvegia, Danimarca, Austria e Francia.
L'allora terzetto, nell'autunno del 2011 intraprende un tour negli USA toccando gli stati di New York, Vermont, Connecticut e Massachusetts.
Dopo solo alcuni spettacoli, Stimamiglio abbandona il gruppo.
Tortora e Cedolin concludono le restanti dieci date del tour come duo, reinventando il setup e costruendo i beats elettronici per i pezzi nelle sette ore di viaggio tra Brooklyn e Rochester, dove alla sera suonarono al Bug Jar.
Di ritorno dal tour, la band inizia a collaborare con un amico di vecchia data, Giulio Fonseca (Go Dugong, Kobenhavn Store) che fino al 2013 si occuperà di elettronica durante i live.
Dall'esibizione del 26 settembre al Piano' di Manhattan vengono effettuate delle registrazioni dal vivo da parte di Stephen Saverance, riunite nell'album free download 09262011 pubblicato il 12 gennaio 2012.
Nel 2012 i Japanese Gum sono di nuovo negli U.S.A. a Marzo, con una partecipazione al South by Southwest di Austin.
Durante la stagione estiva la band partecipa a vari festival europei e in autunno torna nuovamente in tour europeo.
Nel corso del 2013 il gruppo effettua un mini tour europeo in compagnia dei Diverting Duo.
Il 16 Maggio 2014 esce High Dreams, che segna un sostanziale allontanamento dalle chitarre e dalle ritmiche acustiche in favore di una struttura più elettronica.
Successivamente alle date promozionali del disco, Tortora e Cedolin si prendono del tempo per progetti diversi.
Nel 2020 terminano le registrazioni di quello che sarà il terzo disco dei Japanese Gum.

## Formazione

### Formazione attuale
- Paolo Tortora: campionamenti, pedali, sintetizzatori, chitarre, melodica, voci, laptop
- Davide Cedolin: chitarre, sintetizzatori, voci, pedali, percussioni, campionamenti, keys

### Ex componenti
- Luigi Bozzo (2005-2007): laptop, sintetizzatori
- Giovanni Stimamiglio (2010-2011): percussioni, batteria, keys
- Giulio Fonseca (2011-2013): campionamenti, sintetizzatori

## Discografia

### Album
- 2009 - Lost in Weirdness (Chew-Z) - CDR/FILE
- 2012 - 09262011 (autoprodotto) - FILE
- 2014 - High Dreams - LP/FILE

### EP
- 2007 - Talking Silently EP (Marsiglia Records) - CDR/FILE
- 2008 - Without You I'm Napping EP (autoprodotto) - CDR/FILE
- 2009 - Hey Folks! Nevermind! We Are All Falling Down! (Friend of Mine Records) - CD/FILE
- 2010 - End Of Summer EP (autoprodotto) - CDR/FILE